# Чанкаюрт
Чанкаюрт (кум. Чанка-Юрт) — село в Бабаюртовском районе Дагестана Россия. Входит в сельское поселение «Сельсовет "Адиль-Янгиюртовский"».

## География
Расположено к юго-западу от районного центра Бабаюрт, близ Аксайского водохранилища.
Ближайшие населённые пункты: на северо-востоке — село Туршунай, на северо-западе — село Хамаматюрт, на юго-востоке — село Адиль-Янгиюрт, на юго-западе — сёла Ибрагимотар и Уцмиюрт.

## История
Основано в 1857 г.В 1883 г. село входило в состав 2-го (Аксайского) участка Хасавюртовского округа Терской области. Состояло из 56 дворов, в которых проживало 259 человек, моноэтническое кумыкское село.

## Население
| 1889 | 1914 | 1926 | 1939 | 1959 | 1970 | 1989 |
| ---- | ---- | ---- | ---- | ---- | ---- | ---- |
| 327  | ↗343 | ↘334 | ↘333 | ↘117 | ↗175 | ↗211 |
| 2002 | 2010 | 2021 |      |      |      |      |
| ↗363 | ↗387 | ↗438 |      |      |      |      |

Национальный состав
По данным «Список населённых мест Терской области : По сведениям к 1 января 1883 года»:
| № | Национальность | Численность, чел. | Доля  |
| - | -------------- | ----------------- | ----- |
| 1 | кумыки         | 259               | 100 % |

По данным Всесоюзной переписи населения 1926 года:
| № | Национальность | Численность, чел. | Доля  |
| - | -------------- | ----------------- | ----- |
| 1 | чеченцы        | 313               | 94 %  |
| 2 | кумыки         | 19                | 5,7 % |
| 3 | ногайцы        | 2                 | 0,3 % |

По данным Всероссийской переписи населения 2010 года:
| № | Национальность | Численность, чел. | Доля |
| - | -------------- | ----------------- | ---- |
| 1 | чеченцы        | 382               | 99 % |
| 2 | другие         | 5                 | 1 %  |

По данным Всероссийской переписи населения 2021 года:	
| №        | Национальность | Численность, чел. | Доля    |
| -------- | -------------- | ----------------- | ------- |
| 1        | чеченцы        | 361 ▼             | 82,42 % |
| 2        | кумыки         | 75 ▲              | 17,12%  |
| 2.000001 | не указавшие   | 0                 | 0 %     |
| 2.000002 | прочие         | 2                 | 0,45 %  |
| 2.000003 | всего          | 438               | 100 %   |